# Raku

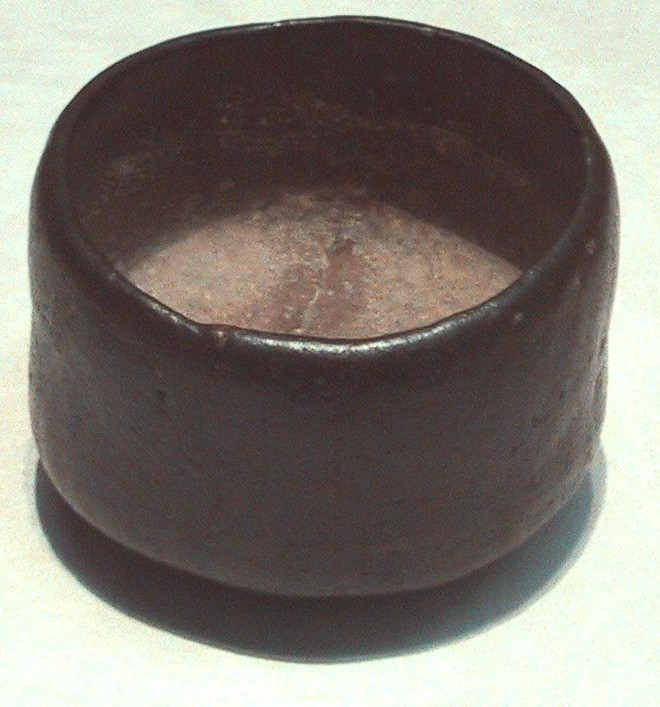
Una vasija negra chawan estilo raku utilizada para té grueso (Museo Nacional de Tokio).

Raku, cerámica raku y raku-yaki (楽焼), denominan tanto a la técnica como a un tipo de alfarería tradicional esencialmente japonesa, aparecida durante el periodo Momoyama (1572-1615) y desarrollada por el alfarero Chōjirō (長次郎) para Sen Rikyū, maestro de la ceremonia del té («chanoyu»). El kanji (ideograma, equivalente a palabra) «raku» significa tranquilidad, pero también "diversión" o "felicidad".

## Origen y proceso de fabricación
Los primeros recipientes del «raku-yaki» fueron las tazas de tipo «chawan», pequeños cuencos sin asas hechos a mano, irregulares, rústicas, monocromas, sin decoración y sin embargo delicadas (siguiendo preceptos budistas elementales dentro de la filosofía zen). Destacan las piezas de raku rojo («aka-raku»), y raku negro («kuro-raku»).
Para la técnica raku, las piezas que se utilizan deben estar sancochadas o estar en bizcocho, usualmente haciendo la primera quema en un horno de leña (de manera tradicional) o de gas según lo requiera el material con el que se está trabajando. Cuando la pieza se encuentre fría, se procede a lavarla con abundante agua (y jabón en polvo de ser posible) para posteriormente dejarla secar al sol. después de este punto habrá que ser sumamente cuidadoso de tocar la pieza lo menos posible ya que la grasa natural de las manos puede reducir la eficiencia del esmalte. Para aplicar el esmalte se puede utilizar una brocha, sumergir la pieza o derramar el esmalte sobre ésta para posteriormente dejarlo secar. La pieza esmaltada se coloca en un horno pequeño a 900 °C aproximadamente. Depende del esmalte o lustre utilizado, hay de temperaturas menores y otros para mayores de 1000 °C. Se acostumbraba a utilizar hornos de gas pero con los avances en tecnología, hay algunos modelos que proporcionan este tipo de técnica aun siendo eléctricos. Cuando los esmaltes alcanzan su punto de cocimiento se sacan, en estado de incandescencia y se depositan cuidadosamente, con la ayuda de pinzas de hierro, en un recipiente lleno de viruta de madera, aserrín (también se pueden usar hojas de diario u hojas secas de árbol). El contacto con este medio incendia la viruta, las hojas o el papel y se genera una enorme cantidad de humo que penetra en la pieza tiñéndola y entra a ser parte de ella.
Los esmaltes (óxidos) con que han sido pintadas las piezas proporcionan una parte del oxígeno para esta combustión, convirtiéndose (reduciéndose) así en metal puro, lo cual le da la apariencia característica a esta cerámica. Luego de varios minutos, el proceso químico se fija bajando bruscamente la temperatura con agua. Se obtienen al final tonalidades, texturas, matices y colores que van desde los rojos metalizados hasta craquelados, nacarados y tornasoles característicos de esta técnica.
Si durante el horneado se rompe o daña alguna pieza por tensiones internas o cambios de temperatura, era tradición entre los alfareros japoneses resaltar estas cicatrices al soldar con metales preciosos la pieza. Esta técnica se conoce con el nombre de Kintsugi.